# 维克托·谢尔
维克托·谢尔（瑞典語：Viktor Kjäll，1985年6月13日—），瑞典男子冰壶运动员。他曾代表瑞典参加2010年和2014年冬季奥林匹克运动会冰壶比赛，其中2014年奥运会获得一枚铜牌。